# Lomaria decomposita
Lomaria decomposita là một loài thực vật có mạch trong họ Blechnaceae. Loài này được D. Don mô tả khoa học đầu tiên năm 1825.